# Dongio

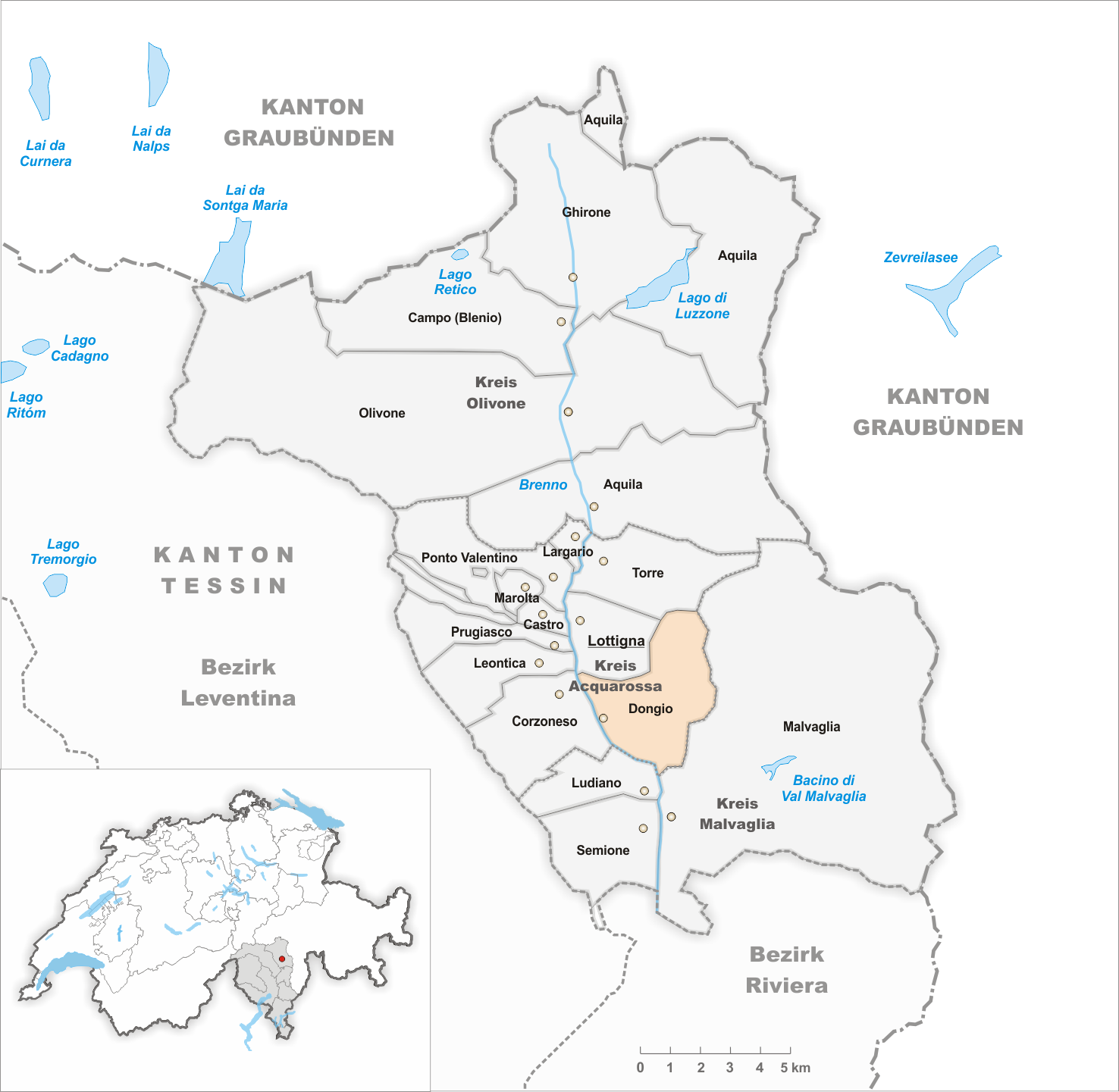
Gemeindestand vor der Fusion am 4. April 2004

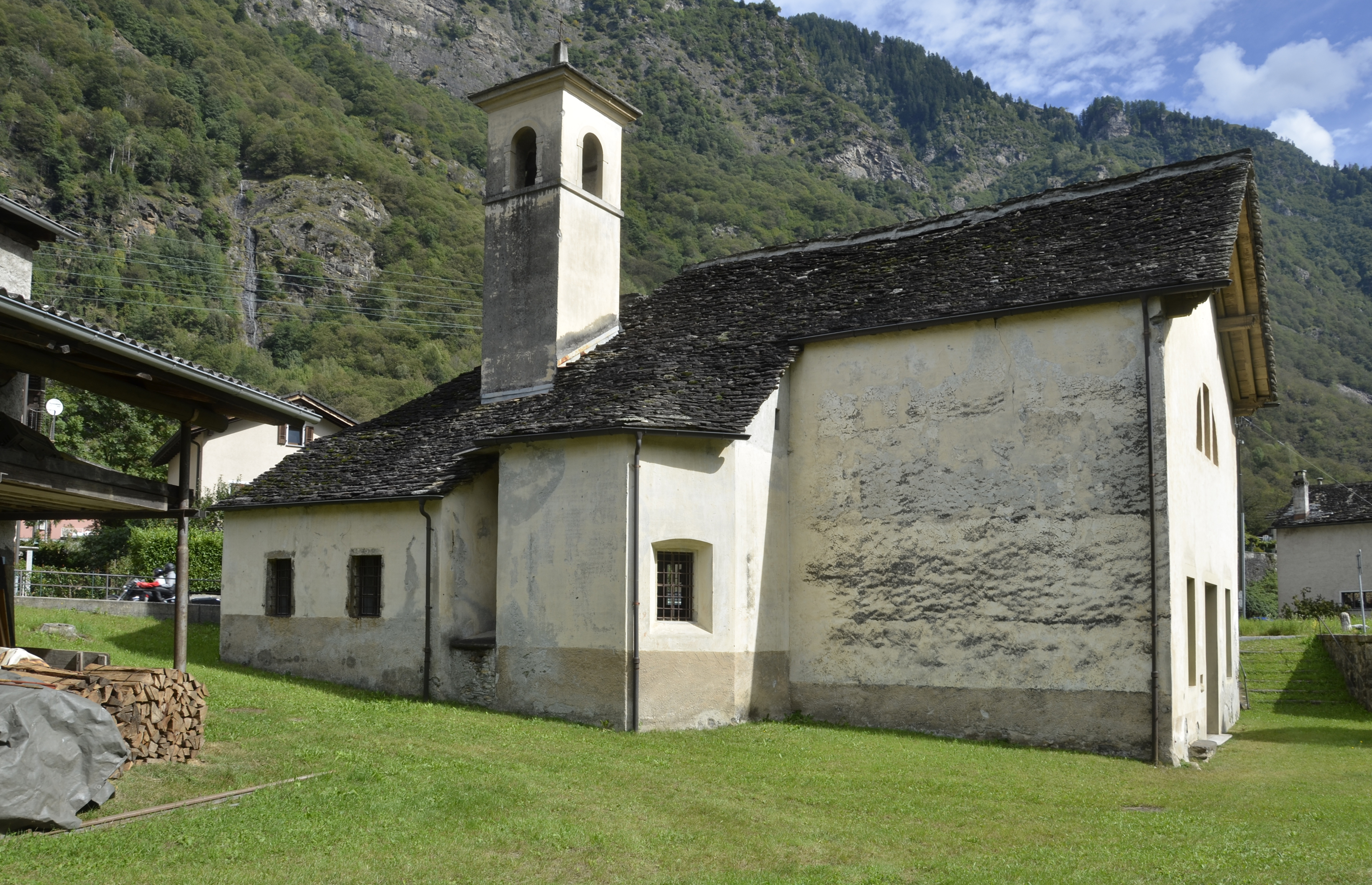
Oratorium Santa Maria Nascente

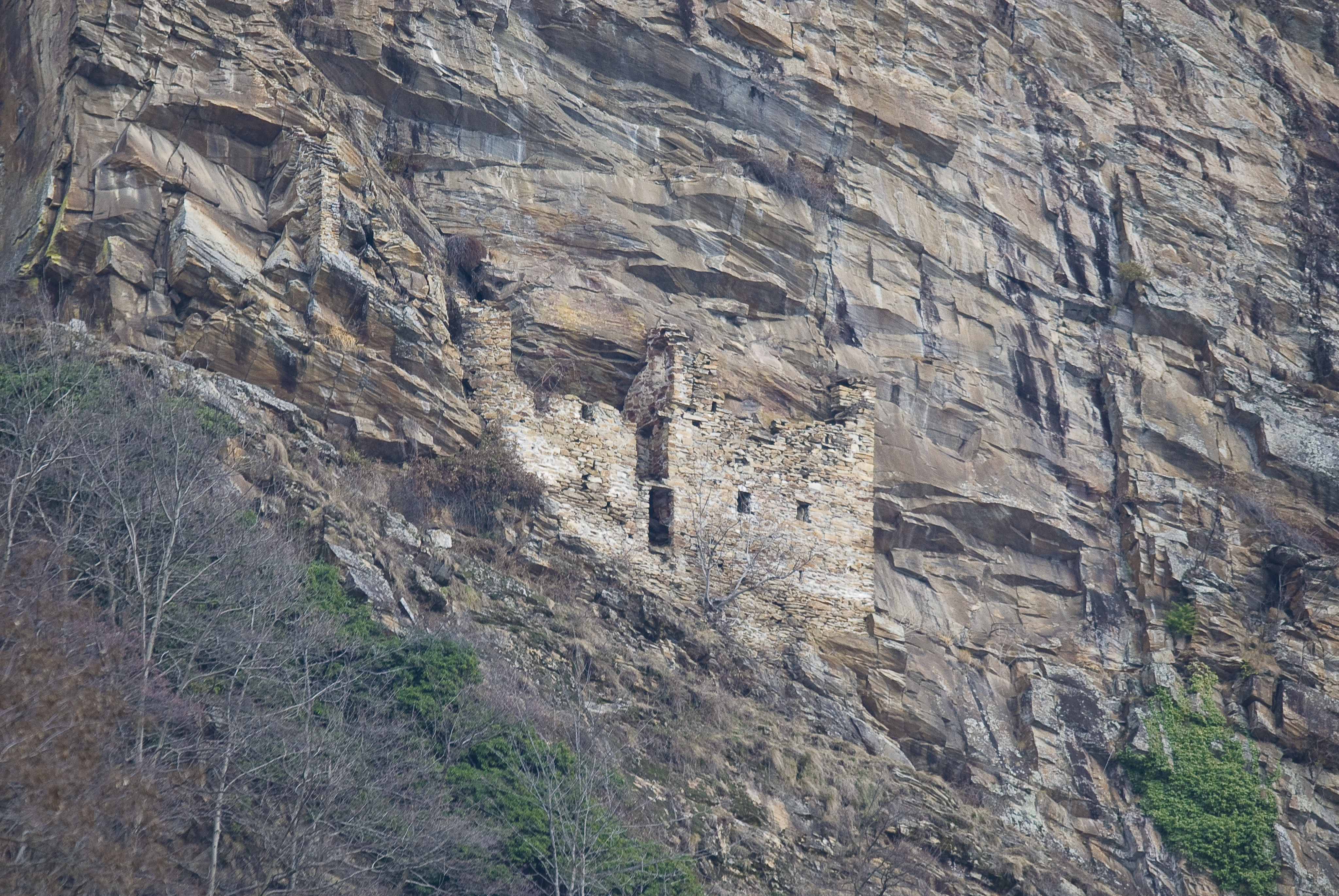
Casa dei Pagani

Dongio ist ein Dorf und eine ehemalige Gemeinde in der Gemeinde Acquarossa im Kreis Acquarossa, im Bezirk Blenio des Kantons Tessin in der Schweiz. Bis zur Zwangsfusion im April 2004 bildete es eine eigenständige politische Gemeinde.

## Geographie
Dongio liegt im mittleren Bleniotal in einer Talebene entlang des Flusses Brenno. Der Ort verläuft als Strassendorf an der Kantonsstrasse und bildet um diese und die Piazza San Domenico einen historischen Siedlungskern. Nach Norden endet der Talboden, anschliessend an die Piazza, bei Fussgänger- und Autobrücken über den Brenno. Südöstlich des Siedlungskerns dehnt sich der Ort rund einen Kilometer in loser Bebauung entlang der Strasse aus. Die beiden Fraktionen Marogno und Motto liegen an der Strasse talabwärts in der Talebene. Bei Marogno verläuft eine Transportseilbahn zur vierten Ortsfraktion Stabio. Der nicht ganzjährig bewohnte Ort liegt auf 1162 Metern über Meer.
Das Gemeindegebiet von Acquarossa im Bereich von Dongio grenzt im Uhrzeigersinn an die Ortsteile Corzoneso im Westen und Lottigna und Torre im Norden. Im Osten und Süden grenzt Dongio an die zur Gemeinde Serravalle gehörenden Ortschaften Malvaglia und Ludiano.
Das Landschaftsbild rund um Dongio wird im Westen vom sanft ansteigenden Massiv des 2417 Meter über Meer erreichenden Pizzo Erra geprägt, dessen Kette nach Nord-Westen zum 2586 Meter hohen Pizzo Molare ansteigt. Ein östlicher Ausläufer dieses Berges schliesst das Tal optisch gegen Norden ab. Der emblematische Sosto bei Olivone wird erst bei Acquarossa sichtbar. Im Nord-Osten steigt das Terrain rasch an und erreicht mit dem Cima di Gana Bianca eine Höhe von 2843 Metern. Nach Südosten öffnet sich der Blick auf den Pizzo Muncréch mit 2251 Metern im südlichen Bleniotal.

## Geschichte
Dongio wird im Jahr 1188 als Deuci, 1205 als Doxo und 1270 als Deucio in den Quellen erwähnt. Das Dorf war um 1200 eine der sechs ältesten vicinie des Bleniotals und einer von sechs rodarie genannten Verwaltungs- und Steuerkreisen; es gehörte zur fagia de subtus. Das Patriziat von Dongio (Ortsbürgergemeinde) besitzt traditionell gemeinsam mit Leontica und Corzoneso das diritto d’erba. Daraus lässt sich schliessen, dass diese Ortschaften früher zur vicinìa Dongio gehörten. Gemeinschaftliche Sommerweiden gab es zudem auch auf dem Lukmanier, im Val Camadra, auf Nara und im 19. Jahrhundert sogar in Medels, Vrin und Vals im Nachbarkanton Graubünden.
Nachdem es der Talbevölkerung gelungen war, sich auf juristische und militärische Weise von der Herrschaft norditalienischer Adelsfamilien zu lösen, war das Bleniotal und somit auch die Bevölkerung von Dongio ab 1495 mit einem Treueeid an die Schutzmacht Uri gebunden und unterstand von 1503 bis 1798 der gemeinsam ausgeübten Herrschaft der Kantone Uri, Schwyz und Nidwalden. Am 26. Juni 1758 zerstörte ein Bergsturz die Häuser von 54 Familien, 120 Ställe und die Pfarrkirche. Die Katastrophe brachte 34 Einwohnern den Tod. Der anschliessende Wiederaufbau, etwas weiter nördlich, hatte das Ziel, Dongio zum Produktions- und Dienstleistungszentrum des Bleniotals auszubauen, was auch teilweise gelang. So verfügte Dongio lange über die einzige Apotheke im Tal.
Während des Zweiten Koalitionskriegs war vom 27. Oktober 1798 bis 10. Januar 1799 die 106. Brigade der französischen Revolutionsarmee in Dongio stationiert. Im Gegensatz zur Bevölkerung der Leventina, die sich am 1. Mai 1799 erhob, leisteten die Menschen im Bleniotal keinen Widerstand gegen die Besatzung, sondern waren im Gegenteil in vielen Fällen bereit oder genötigt, sich den späteren Feldzügen der napoleonischen Armee anzuschliessen. Ein Erbe dieser Zeit sind die traditionellen Milizie storiche Bleniesi in den Dörfern Aquila, Ponto Valentino und Leontica. Am 21. September 1799 wurde Dongio durch ein Detachement durchziehender russisch-österreichischer Truppen von General Alexander W. Suworows Division Rosenberg besetzt. Dieses zog nach Requirierungen sogleich weiter nach Norden, um via Lukmanier- und Oberalppass zum Gefecht gegen die französischen Truppen bei der Teufelsbrücke vorzustossen.
Im Rahmen der die ganze Schweiz betreffenden Umwälzungen nach der Französischen Revolution gelangte Dongio in der Helvetischen Republik kurzzeitig unter die Verwaltung des Kantons Bellinzona und gehört heute zum 1803 neu gegründeten Kanton Tessin. 1801 gab die Helvetische Republik dem Architekten Francesco Meschini (1762–1840), Brücken- und Strasseninspektor der Kantone Lugano und Bellinzona, die Planung der Strada del Satro zwischen Dongio und dem Kurort Acquarossa in Auftrag. Die 1819 gebaute 1,6 km lange zweispurige Strasse östlich des Brenno ermöglichte es, den Wiederaufbau von zwei zerstörten Brücken zu verschieben. Erst 1891 kehrte die Strasse auf die Westseite des Brenno zurück, wo sie sich noch heute befindet. Zwischen 1841 und 1863 war Dongio Hauptort des Kreises Malvaglia. Damit sollte die Gemeinde Malvaglia für ihr illoyales Verhalten bei einem gescheiterten antiliberalen Putsch im Sommer 1841 bestraft werden.
Dongio wurde wie alle Dörfer im Bleniotal seit Beginn der Neuzeit von der Auswanderung geprägt, die zunächst hauptsächlich nach Italien und später nach Übersee (USA, Australien) führte. Parallel dazu entwickelte sich eine saisonale Auswanderung in die urbanen Zentren Europas, namentlich in englische, französische und belgische Grossstädte. Die wichtigste Erwerbstätigkeit dieser überwiegend männlichen Auswanderer war das Hotel- und Gaststättengewerbe und der Handel mit eigenproduzierten Süsswaren. Diese Auswanderung war stark mit dem Unternehmen des aus Dongio stammenden Restaurateurs und Speiseeisproduzenten Carlo Gatti (1817–1878) verbunden. Der eingebürgerte britische Staatsbürger und liberale Tessiner Parlamentarier betrieb in England zahlreiche gut etablierte Lokale und gründete für deren Betrieb in London eine eigentliche Tessinerkolonie. Als einziges Dorf im Bleniotal zog Dongio auch eine bedeutende Zahl von Einwanderern an: 1907 lebten 170 Italiener (96 Frauen, 74 Männer) im Ort, die alle in der nahe gelegenen Schokoladenfabrik der Chocolat Cima Norma S.A. in Dangio-Torre beschäftigt waren. Diese Gastarbeiter kamen mehrheitlich aus den grenznahen norditalienischen Gemeinden Laveno, Schignano und Monfurmo. Von 1945 bis 1988 gab es in Dongio eine Hemdenfabrik der Brüder Fehlmann, ab 1950 zeitweise auch die Uhrenkomponenten-Fabriken Buzzi S.A. und Blenio Watch S.A. Heute haben sich in der kleinen Industriezone Holz- und Metallbaubetriebe etabliert.
Am 4. April 2004 schloss sich Dongio nach einer Konsultativabstimmung mit Castro, Corzoneso, Largario, Leontica, Lottigna, Marolta, Ponto Valentino und Prugiasco zur neuen Gemeinde Acquarossa zusammen. Es bildet aber nach wie vor eine eigenständige Bürgergemeinde.

## Verkehr
Dongio liegt als Strassendorf unmittelbar an der Hauptstrasse durch das Bleniotal, die nach Süden an die Autobahn A2 bei Biasca angeschlossen ist. Nach Norden besteht die Möglichkeit, den Lukmanierpass zu befahren, wofür der Strassenzustand und die klimatischen Bedingungen zu beachten sind. Die stündlich verkehrende Buslinie 131 der Autolinee Bleniesi S.A. gewährleistet eine Grundversorgung der Dorfbevölkerung mit Dienstleistungen des Öffentlichen Verkehrs.
In der flachen Talebene zwischen Dongio und Motto befindet sich der Circuito Dongio-Motto, ein speziell für Rollstuhlfahrer angelegter Wanderweg.

## Bevölkerung
Einwohnerzahlen: Volkszählungsdaten
1903: Gründung Chocolat Cima-Norma S.A. in Dangio-Torre, Einwanderung von Personen aus Italien

## Sehenswürdigkeiten
Das Dorfbild ist im Inventar der schützenswerten Ortsbilder der Schweiz (ISOS) als schützenswertes Ortsbild der Schweiz von nationaler Bedeutung eingestuft.
- Pfarrkirche Santi Luca e Fiorenzo, erwähnt 1205, der heutige Bau entstand 1760–1767[22][23]
- Kirche Santa Maria Nascente im Ortsteil Motto (14. Jahrhundert)[24] mit Gemälden des Malers Luigi Reali und Fresken von Bernardino Serodine aus Ascona
- Im Ortsteil Motto (Blenio): Kirche San Pietro von 1293 mit Fresken des 13. Jahrhunderts[22]
- alte Trotte Predacài[25]
- Oberhalb des Dorfes Dongio, im Ortsteil Boscone, liegen die Reste einer Casa dei Pagani (Heidehaus) aus dem 9.–11. Jahrhundert[26][27]

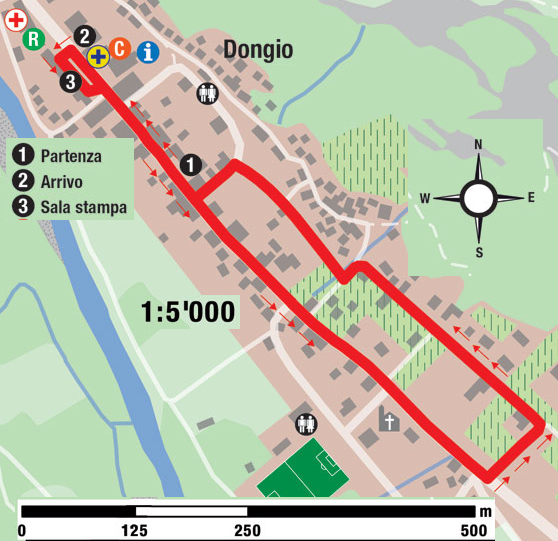
Gran Prix Giro Media Blenio

## Kultur
- Fondazione Voce di Blenio, Herausgeberin der Monatszeitung Voce di Blenio und der Buchreihe Impronte bleniesi[28]

## Sport
- Football Club Dongio, gegründet 1944[29]
- Fussballclub Blenio Calcio[30]
- Gran Prix Giro Media Blenio, Volks- und Spitzensport-Laufveranstaltung[31]

## Persönlichkeiten
- Familie Gatti
  - Carlo Giuseppe Nazaro Gatti (1817–1878), Unternehmer und Politiker
  - Agostino Gatti (* 1841 in Dongio; † 14. Januar 1897 in London), Restaurantbesitzer und Theaterunternehmer[32]

- Giovan Battista Martinoli (* 10. Juli 1821 in Marolta; † 16. Mai 1889 in Dongio), Geistlicher, Generalvikar der Diözese Lugano, Journalist[33]
- Sebastiano Martinoli (* 7. Februar 1872 in Dongio; † 21. Februar 1938 in Luzern), Politiker, Jurist[34]
- Ubaldo Monico (1912–1983), Maler, Xylograf, Zeichner, Kupferstecher
- Carla Vicari-De Righetti (* 4. November 1913 in Dongio; † 4. Dezember 2009 in Lugano), Gymnasiallehrerin, Journalistin, Schriftstellerin[35]
- Anna Maria Corazza Bildt (* 1963), Politikerin, Unternehmerin und frühere Diplomatin
- Valerio Lazzeri (* 1963), ehemaliger Bischof des Bistums Lugano.